# Різах Мешкович
Різах Мешкович (сербохорв. Rizah Mešković, нар. 10 серпня 1947, Тузла) — югославський футболіст, що грав на позиції воротаря. По завершенні ігрової кар'єри — югославський та боснійський футбольний тренер.
Виступав, зокрема, за клуби «Хайдук» (Спліт) та АЗ, а також національну збірну Югославії.

## Клубна кар'єра
У дорослому футболі дебютував 1965 року виступами за команду «Слобода» (Тузла) з другого югославського дивізіону, в якій відразу став основним воротарем. У першу лігу клуб вийшов лише в сезоні 1969/70. За час виступів за «Слободу» Мешкович став фіналістом Кубка Югославії 1971 року і загалом за дев'ять сезонів взяв участь у 134 матчах чемпіонату.
У середині 1973 року Мешкович перейшов до складу лідера югославського футболу тих років клубу «Хайдук» зі Спліта. Дебют Мешковича за «Хайдук» відбувся 12 серпня 1973 року в матчі Кубка Югославії проти «Вардара», виграному з рахунком 5:1. У перший же сезон Мешкович став основним голкіпером клубу, провівши 33 матчі в чемпіонаті, в яких він пропустив всього 21 гол, відстоявши 16 матчів «на нуль», проте в наступному сезоні він втратив місце в основному складі і за останні 2 сезони в Спліті він відіграв лише 20 матчів у чемпіонаті. Всього у складі «Хайдука» Мешкович провів 68 матчів, з них 53 в чемпіонаті Югославії, 9 в Кубку Югославії і 6 в Кубку європейських чемпіонів, в яких пропустив 54 голи, відстоявши 35 матчів «на нуль», при цьому в період з 25 листопада 1973 року по 23 квітня 1974 року Мешковичу вдалася серія з 742 хвилин, протягом яких він не пропустив жодного гола, що є рекордом для Югославії. Також в «Хайдуку» Мешкович став 3-разовим чемпіоном Югославії, срібним призером чемпіонату Югославії і 2-разовим володарем Кубка Югославії.
Після того як Мешковичу виповнилося 28 років, він отримав право виступати за кордоном і відправився в Нідерланди, в клуб «АЗ'67». Там Мешкович провів 3 сезони, за які встиг стати 2-разовим бронзовим призером чемпіонату Нідерландів і володарем Кубка Нідерландів 1978 року.
Після Нідерландів повернувся до рідного клубу «Слобода», де провів ще 2 сезони, за які зіграв лише 21 матч, після чого провів ще по 2 сезони за «Будучност» з міста Бановичі та «Радник» з Бієліни, у третій та другій лізі відповідно.

## Виступи за збірну
29 червня 1972 року Мешкович зіграв свою єдину гру у складі національної збірної Югославії в товариському матчі зі збірної Шотландії, що завершився з рахунком 2:2. Проте незважаючи на це у складі збірної Мешкович взяв участь у чемпіонаті світу 1974 року у ФРН.

## Тренерська кар'єра
Тренерську кар’єру він розпочав із закінчення тренерської школи в Сараєво, а вже в 1988 році тренував другу збірну Югославії, а наступного року рідну «Слободу» (Тузла). В 1990 році Мешкович став помічником тренера Івиці Осима в збірній Югославії.
У 1991 році Мешкович покинув батьківщину і надалі тренував на Близькому Сході команди з Об'єднаних Арабських Еміратів, в Саудівській Аравії та Катарі. Закінчив професійну тренерську кар’єру в 2007 році.